# Normandisch-Zwabisch kasteel

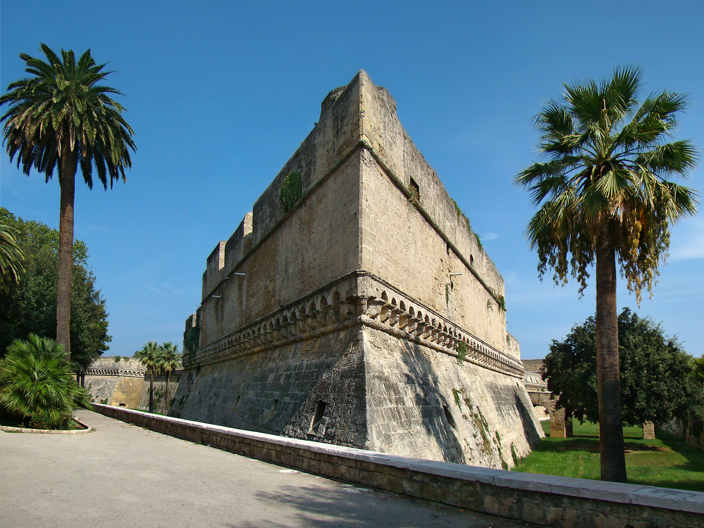
Verdedigingstoren uit de Spaanse tijd

Het Normandisch-Zwabisch kasteel of Castello Normanno-Svevo (13e eeuw) bevindt zich in Bari, hoofdstad van de Zuid-Italiaanse regio Apulië. Het kasteel staat aan de westkant van de middeleeuwse stad Bari, die nadien de naam kreeg stadswijk San Nicola. Sinds de 20e eeuw is het Normandisch-Zwabisch kasteel een museum.

## Naam
De naam verwijst naar de bouwheer keizer Frederik II van Hohenstaufen; hij bouwde zijn kasteel op de ruïne van een Normandisch kasteel. Vandaar de soms gebruikte korte naam Castello Svevo of kasteel der Hohenstaufen. In het Apulisch dialect heet het kasteel u Castidde. 

## Historiek

### Normandische burcht
In de jaren 1068-1071 werd de stad Bari, beperkt tot de wijk San Nicola op het gelijknamige schiereiland, aangevallen door Normandiërs. De Byzantijnen moesten hun macht over Bari overdragen aan de Normandiërs in 1071. De Normandiërs vergaten nadien niet de moeite die ze zich getroost hadden om Bari in bezit te krijgen. Vandaar besliste koning Rogier II, Normandische hertog van Apulië, tot de bouw van een burcht (1132). Hij koos voor de westelijke uithoek van de stad, tegen de stadsmuren aan. Voor de inwoners van Bari was de Normandische burcht een symbool van agressie tegen hen. Rogiers zoon, Willem I, liet de binnenstad van Bari verwoesten wegens opstandigheid (1156). De inwoners van Bari reageerden door op hun beurt de Normandische burcht zwaar te beschadigen (1156). Deze werd herleid tot een ruïne.

### Hohenstaufenburcht
In de jaren 1233-1240 liet keizer Frederik II van Hohenstaufen de burcht heropbouwen. De ruïne van het vorig kasteel vormde de basis van het bouwwerk, doch Frederik II liet de burcht groter en sterker uitbouwen. Aan de noordkant grensde de burcht aan de Adriatische Zee; aan de drie andere zijden kwam een gracht. Aan de zuidkant verrees een brug naar de ingangspoort. De zuidkant is de enige toegangsweg tot de burcht. Aan de ingangspoort prijkt de keizerlijke adelaar die zijn prooi vastklemt. Beeldhouwers uit Bari, zoals Minerrus de Canusia, Ismahel en Melis de Stelliano creëerden bladvormige kapitelen. Op de binnenplaats werd er een bergfried gebouwd, zoals typisch voorkomt in Duitse kastelen uit de Middeleeuwen. Frederik II voegde een residentieel paleis toe binnenin de burcht.

### Nadien
Nadien volgde het Huis Anjou-Sicilië die de residentie verbouwde. In de late Middeleeuwen regeerden de Aragonezen over Sicilië en Napels. Via erfenis kwam het kasteel in handen van Isabella van Napels, gravin van Bari, en haar echtgenoot Gian Galeazzo Sforza. Bona Sforza, een van hun dochters, stierf er in 1557. Het kasteel keerde terug naar de Spaanse Kroon. De Spaanse Habsburgers trokken de muren op en bouwden torens. Tevens voegden ze op elke uithoek van de burcht vierhoekige uitlopers toe; deze constructies betekenden een verbetering van de verdedigingsfunctie (16e eeuw). Voor de bevolking bleef er een kloof met de letterlijk hoog boven de grond levende Spaanse heren. De burcht maakte voortaan het hele westelijke punt uit van de stadswallen.  
Tijdens het bestuur van de Bourbons in het koninkrijk Napels (en Sicilië) diende het Normandisch-Zwabisch kasteel afwisselend als kazerne en gevangenis.
Sinds de 20e eeuw fungeert de burcht als museum. Er vinden ook tentoonstellingen plaats. Een permanente collectie met kopieën van middeleeuwse beelden bevindt zich in een apart museum op de kasteelsite: het is het Museo della Gipsoteca. Het gaat om kopieën van kapitelen, portalen en standbeelden die gediend hebben voor de Wereldtentoonstelling van 1911 in Turijn.